# Lloyd Spooner
Lloyd Spencer Spooner (Tacoma, 6 ottobre 1884 – Zephyrhills, 20 dicembre 1966) è stato un tiratore a segno statunitense, più volte campione olimpico a squadre.
Ha vinto quattro medaglie d'oro, una medaglia d'argento e due medaglie di bronzo alle Olimpiadi di Anversa 1920. Sei delle sue sette medaglie erano in competizioni a squadre e l'unica medaglia individuale è stata quella di bronzo ottenuta nella carabina militare 600 metri a terra.

## Palmarès
- Anversa 1920
  - Medaglia d'oro nella carabina militare 300 metri a terra a squadre;
  - Medaglia d'oro nella carabina militare 600 metri a terra a squadre;
  - Medaglia d'oro nella carabina militare 300 metri+600 metri a terra a squadre;
  - Medaglia d'oro nella carabina libera a squadre;
  - Medaglia d'argento nella carabina militare 300 metri in piedi a squadre;
  - Medaglia di bronzo nel bersaglio mobile colpo singolo 100 metri a squadre;
  - Medaglia di bronzo nella carabina militare 600 metri a terra.